# Ett fall för John Drake
Ett fall för John Drake var namnet på en TV-serie som hade premiär i England 11 september 1960 och som även visats i svensk TV och som handlade om en hemlig agent. Serien, som omfattade flera säsonger, var mycket realistisk och blev mycket populär. John Drake använde sig mer av list än av skjutande och mördade bara i undantagsfall. Den spionutrustning som användes var sådan som fanns att köpa i verkligheten.
I svensk TV sändes den första gången den 22 juli 1961.
Totalt producerades det 39 avsnitt (25 minuter vardera) i den första omgången 1960 - 1962. Serien återkom sedan med 45 avsnitt åren 1964 - 1966 och två avsnitt 1968.
Det var inte ren underhållning med orealistiska inslag, som hos vissa andra fiktiva agenter, utan TV-publiken kunde faktiskt lära sig något. Några eftergifter gjordes inte åt att tillfredsställa den del av publiken som sätter romantik eller komik högre än verklighetskänsla. Patrick McGoohan, som spelade John Drake, blev en stor stjärna tack vare serien.
På engelska heter serien Danger Man (i England) eller Secret Agent (i USA), vilket inte ska förväxlas med serien The prisoner, med samme skådespelare, som dock i den senare serien kallades Nummer 6 och vilkens identifikation med John Drake är omtvistad.